# Canton de Brest-Lambézellec
Le canton de Brest-Lambézellec est une division administrative française, située dans le département du Finistère et la région Bretagne. Il tire son nom d'une commune unie à Brest en 1945.
Ancien canton de Brest VI.

## Composition
- Brest (fraction).

## Représentation
| Période | Période              | Identité                   | Étiquette | Qualité |
| ------- | -------------------- | -------------------------- | --------- | --- |
| 1973    | 1985                 | Marie-Jacqueline Desouches | PS        | Maître-assistante à la faculté de droit et de sciences économiques de Brest Ancienne conseillère régionale (1974-1979) Députée au Parlement européen (1981-1984) Élue en 1985 dans le canton de Brest-Kerichen |
| 1985    | janvier 2011 (décès) | Daniel Abiven (1948-2011)  | PS        | Contrôleur principal Ancien adjoint au maire de Brest |
| 2011    | 2015                 | Franck Respriget           | PS        | Infirmier libéral Conseiller municipal de Brest |

## Démographie
| 1999   | 2006   | 2011   |
| ------ | ------ | ------ |
| 17 928 | 17 428 | 17 392 |